# ソルジャー・オブ・ラヴ
『ソルジャー・オブ・ラヴ』は、イギリスのバンドシャーデーの6枚目のオリジナル・アルバムである。2010年3月3日発売。

## 概要
前作『ラヴァーズ・ロック』から9年ぶりとなる、現時点で唯一21世紀に発売されたオリジナル・アルバム。2009年12月に同名の先行シングルが発売された。

## 収録曲
1. "The Moon and the Sky"(4:28)
2. "Soldier of Love"(5:59)
3. "Morning Bird"(3:55)
4. "Babyfather"(4:40)
5. "Long Hard Road"(3:03)
6. "Be That Easy"(3:41)
7. "Bring Me Home"(4:09)
8. "In Another Time"(5:06)
9. "Skin"(4:13)
10. "The Safest Place"(2:46)